# Handball-FDGB-Pokal 1977/78 (Frauen)
Der Handball-FDGB-Pokal der Frauen wurde mit der Saison 1977/78 zum 8. Mal ausgetragen. Der TSC Berlin verteidigte beim Endrunden-Turnier in Bützow seinen Titel erfolgreich und qualifizierte sich für den Europapokal der Pokalsieger. Dabei verwiesen sie aufgrund der besseren Tordifferenz den neuen Meister SC Leipzig auf den zweiten Platz.

## Teilnehmende Mannschaften
Für den FDGB-Pokal hatten sich folgende 40 Mannschaften qualifiziert:
| DDR-Oberliga die 10 Vereine der Saison 1977/78 | DDR-Liga die 20 Vereine der Saison 1977/78 | Bezirkspokalvertreter die 10 Vereine aus der Saison 1976/77 |
| - TSC Berlin (TV) - SC Leipzig - SC Magdeburg - SC Empor Rostock - BSG Halloren Halle - ASK Vorwärts Frankfurt/O. - TSG Wismar - BSG Sachsenring Zwickau - BSG Einheit/Sirokko Neubrandenburg - BSG Umformtechnik Erfurt (TV) – Titelverteidiger | Staffel Nord - BSG Post Magdeburg - HSG Medizin Magdeburg - BSG Lokomotive Wittenberge - BSG Lokomotive Rangsdorf - BSG Ajax Neptun Köpenick - BSG FIKO Rostock - HSG PH Magdeburg - BSG Empor Brandenburger Tor - BSG Chemie PCK Schwedt - TSG Calbe Staffel Süd - BSG Chemie “W.-P.-St.” Guben - HSG DHfK Leipzig - BSG Lokomotive Dresden - BSG Wismut Schneeberg - BSG Empor Dresden-Mitte - BSG Lokomotive Gera - BSG Halloren Halle II - BSG Einheit-Empor Zerbst - BSG Chemie Meißen - BSG Fortschritt Heiligenstadt | - Bezirk Rostock SG Sanitz - Bezirk Neubrandenburg BSG Traktor Lychen - Ost-Berlin BSG Berliner Verkehrsbetriebe - Bezirk Frankfurt (Oder) BSG Halbleiterwerk Frankfurt/O. - Bezirk Leipzig BSG Einheit Pädagogik Leipzig - Bezirk Cottbus BSG Chemie Weißwasser - Bezirk Dresden BSG Empor Tabak Dresden - Bezirk Karl-Marx-Stadt BSG Motor Schönau - Bezirk Erfurt BSG Motor Eisenach - Bezirk Gera BSG Motor Hermsdorf Der jeweilige Vertreter der Bezirke Schwerin, Potsdam, Magdeburg, Halle und Suhl konnte sich nicht über Qualifikationsspiele für den Handball-FDGB-Pokal 1977/78 qualifizieren. |

## Modus
In der ersten Hauptrunde, die im K.-o.-System ausgespielt wurde, nahmen alle qualifizierten Mannschaften teil und die Bezirksvertreter genossen Heimvorteil gegenüber höherklassigen Mannschaften. Ab der zweiten Hauptrunde wurde der Wettbewerb mit Hin- und Rückspielen fortgesetzt. Die Auslosung erfolgte bis dahin nach möglichst territorialen Gesichtspunkten. In der dritten Hauptrunde wurden die fünf bestplatzierten Mannschaften der abgelaufenen Oberligasaison so gesetzt, dass sie nicht aufeinandertrafen. Nach dieser Runde ermittelten dann die letzten fünf Mannschaften in einem Endrunden-Turnier den Pokalsieger.

## 1. Hauptrunde
| Datum            |                                 | Ergebnis |                                    |
| ---------------- | ------------------------------- | -------- | ---------------------------------- |
| Sa 13.05., 17:00 | BSG Lokomotive Rangsdorf        | 17:19    | BSG Einheit/Sirokko Neubrandenburg |
| Sa 13.05., 17:00 | BSG Halbleiterwerk Frankfurt/O. | 04:29    | TSG Wismar                         |
| Sa 13.05., 17:00 | BSG Traktor Lychen              | [ H1 1 ] | HSG PH Magdeburg                   |
| Sa 13.05., 17:00 | BSG Chemie Weißwasser           | 10:11    | BSG Empor Brandenburger Tor        |
| Sa 13.05., 17:00 | HSG Medizin Magdeburg           | [ H1 2 ] | BSG FIKO Rostock                   |
| Sa 13.05., 17:00 | SG Sanitz                       | 10:18    | BSG Post Magdeburg                 |
| Sa 13.05., 17:00 | BSG Berliner Verkehrsbetriebe   | [ H1 3 ] | BSG Lokomotive Wittenberge         |
| Sa 13.05., 17:00 | HSG DHfK Leipzig                | 11:15    | BSG Halloren Halle                 |
| Sa 13.05., 17:00 | BSG Motor Schönau               | 13:14    | BSG Sachsenring Zwickau            |
| Sa 13.05., 17:00 | BSG Fortschritt Heiligenstadt   | 08:29    | BSG Umformtechnik Erfurt           |
| Sa 13.05., 17:00 | BSG Halloren Halle II           | 8:9      | BSG Chemie Meißen                  |
| Sa 13.05., 17:00 | BSG Lokomotive Gera             | 12:15    | BSG Empor Dresden-Mitte            |
| Sa 13.05., 17:00 | BSG Empor Tabak Dresden         | 17:10    | BSG Motor Hermsdorf                |
| Sa 13.05., 17:00 | BSG Motor Eisenach              | 06:14    | BSG Wismut Schneeberg              |
| Sa 13.05., 17:00 | BSG Einheit Pädagogik Leipzig   | 16:90    | BSG Einheit/Empor Zerbst           |
| So 14.05., 11:00 | TSG Calbe                       | 15:25    | TSC Berlin                         |
| So 14.05., 11:00 | BSG Ajax Neptun Köpenick        | :        | SC Empor Rostock                   |
| So 14.05., 11:00 | BSG Chemie PCK Schwedt          | 11:24    | ASK Vorwärts Frankfurt/O.          |
| So 14.05., 11:00 | BSG Chemie “W.-P.-St.” Guben    | 11:17    | SC Magdeburg                       |
| So 14.05., 11:00 | BSG Lokomotive Dresden          | 11:30    | SC Leipzig                         |

1. ↑  Traktor Lychen zog kampflos in die 2. Hauptrunde ein
2. ↑  Medizin Magdeburg zog kampflos in die 2. Hauptrunde ein
3. ↑  Berliner Verkehrsbetriebe zog kampflos in die 2. Hauptrunde ein

## 2. Hauptrunde
| Datum                   |                             | Gesamt   |                                    | Hinspiel | Rückspiel |
| ----------------------- | --------------------------- | -------- | ---------------------------------- | -------- | --------- |
| So 21. Mai / So 28. Mai | TSC Berlin                  | 34:30    | BSG Einheit/Sirokko Neubrandenburg | 17:16    | 17:14     |
| So 21. Mai / So 28. Mai | BSG Traktor Lychen          | 22:76    | ASK Vorwärts Frankfurt/O.          | 11:35    | 11:41     |
| So 21. Mai / So 28. Mai | SC Empor Rostock            | 70:28    | BSG Berliner Verkehrsbetriebe      | 36:70    | 34:21     |
| So 21. Mai / So 28. Mai | BSG Empor Brandenburger Tor | 20:43    | TSG Wismar                         | 08:20    | 12:23     |
| So 21. Mai / So 28. Mai | BSG Wismut Schneeberg       | 24:21    | BSG Einheit Pädagogik Leipzig      | 17:10    | 07:11     |
| So 21. Mai / So 28. Mai | BSG Umformtechnik Erfurt    | 35:23    | BSG Empor Tabak Dresden            | 19:90    | 16:14     |
| So 21. Mai / So 28. Mai | BSG Empor Dresden-Mitte     | 20:52    | SC Leipzig                         | 09:23    | 11:29     |
| So 21. Mai / So 28. Mai | BSG Halloren Halle          | [ H2 1 ] | SC Magdeburg                       | :        | :         |
| So 21. Mai / So 28. Mai | BSG Post Magdeburg          | 23:25    | BSG Sachsenring Zwickau            | 11:11    | 12:14     |
| So 21. Mai / So 28. Mai | BSG Chemie Meißen           | 25:29    | HSG Medizin Magdeburg              | 11:13    | 14:16     |

1. ↑  SC Magdeburg zog kampflos in die 3. Hauptrunde ein

## 3. Hauptrunde
| Datum                     |                           | Gesamt   |                          | Hinspiel | Rückspiel |
| ------------------------- | ------------------------- | -------- | ------------------------ | -------- | --------- |
| Sa 03. Juni / Sa 1_. Juni | TSC Berlin                | 51:22    | BSG Umformtechnik Erfurt | 25:13    | 26:90     |
| Sa 03. Juni               | SC Empor Rostock          | [ H3 1 ] | HSG Medizin Magdeburg    | 28:50    | :         |
| Sa 03. Juni / Sa 1_. Juni | BSG Wismut Schneeberg     | 13:57    | SC Magdeburg             | 06:32    | 07:25     |
| Sa 03. Juni / Sa 1_. Juni | BSG Sachsenring Zwickau   | 20:59    | SC Leipzig               | 11:32    | 09:27     |
| Sa 03. Juni / Sa 1_. Juni | ASK Vorwärts Frankfurt/O. | 30:24    | TSG Wismar               | 14:11    | 16:13     |

1. ↑  Empor Rostock zog kampflos in die Endrunde ein, da Magdeburg auf das Rückspiel verzichtete.

## Endrunde
Die Endrunde fand vom 27. Juni bis 1. Juli 1978 in Bützow statt.

### Spiele
1. Spieltag:
| Datum            |                  | Ergebnis |                           |
| ---------------- | ---------------- | -------- | ------------------------- |
| Di 27.06., __:__ | TSC Berlin       | 14:11    | ASK Vorwärts Frankfurt/O. |
| Di 27.06., __:__ | SC Magdeburg     | 15:24    | SC Leipzig                |
| Spielfrei:       | SC Empor Rostock |          |                           |

2. Spieltag:
| Datum            |                           | Ergebnis |              |
| ---------------- | ------------------------- | -------- | ------------ |
| Mi 28.06., __:__ | SC Empor Rostock          | 14:19    | TSC Berlin   |
| Mi 28.06., __:__ | ASK Vorwärts Frankfurt/O. | 15:16    | SC Magdeburg |
| Spielfrei:       | SC Leipzig                |          |              |

3. Spieltag:
| Datum            |              | Ergebnis |                           |
| ---------------- | ------------ | -------- | ------------------------- |
| Do 29.06., __:__ | SC Leipzig   | 17:13    | ASK Vorwärts Frankfurt/O. |
| Do 29.06., __:__ | SC Magdeburg | 14:13    | SC Empor Rostock          |
| Spielfrei:       | TSC Berlin   |          |                           |

4. Spieltag:
| Datum            |                           | Ergebnis |              |
| ---------------- | ------------------------- | -------- | ------------ |
| Fr 30.06., __:__ | TSC Berlin                | 20:14    | SC Magdeburg |
| Fr 30.06., __:__ | SC Empor Rostock          | 17:11    | SC Leipzig   |
| Spielfrei:       | ASK Vorwärts Frankfurt/O. |          |              |

5. Spieltag:
| Datum            |                           | Ergebnis |                  |
| ---------------- | ------------------------- | -------- | ---------------- |
| Sa 01.07., __:__ | ASK Vorwärts Frankfurt/O. | 13:16    | SC Empor Rostock |
| Sa 01.07., __:__ | SC Leipzig                | 14:13    | TSC Berlin       |
| Spielfrei:       | SC Magdeburg              |          |                  |

### Abschlusstabelle
| Pl. | Verein                    | Sp. | S | U | N | Tore    | Diff. | Punkte |
| --- | ------------------------- | --- | - | - | - | ------- | ----- | ------ |
| 1.  | TSC Berlin                | 4   | 3 | 0 | 1 | 066:530 | +13   | 06:20  |
| 2.  | SC Leipzig                | 4   | 3 | 0 | 1 | 066:580 | +8    | 06:20  |
| 3.  | SC Empor Rostock          | 4   | 2 | 0 | 2 | 060:570 | +3    | 04:40  |
| 4.  | SC Magdeburg              | 4   | 2 | 0 | 2 | 059:720 | −13   | 04:40  |
| 5.  | ASK Vorwärts Frankfurt/O. | 4   | 0 | 0 | 4 | 052:630 | −11   | 0:80   |

Platzierungskriterien: 1. Punkte – 2. Tordifferenz – 3. geschossene Tore

### FDGB-Pokalsieger
| 1.                  | TSC Berlin |
| ------------------- | --- |
| Logo vom TSC Berlin | - Tor: Renate Rudolph, Martina Horn - Feldspieler: Sabine Fritz (1), Magrit Jirsch (4), Adelheid Zwillich (2), Roswitha Krause (11), Marion Tietz (20), Evelyn Matz (24), Jenny Dau, Eveline Geyer (2), Gabriele Koch (2), Monika Galle – (Tore) - Trainer: Kurt Lauckner |

### Torschützenliste
Torschützenkönigin des Endturniers wurde Evelyn Matz vom TSC Berlin mit 24 Toren.
|     | Spieler              | Verein                    | Tore |
| --- | -------------------- | ------------------------- | ---- |
| 01. | Evelyn Matz          | TSC Berlin                | 24   |
| 02. | Katrin Krüger        | ASK Vorwärts Frankfurt/O. | 23   |
| 03. | Marion Tietz         | TSC Berlin                | 20   |
| 03. | Kornelia Elbe        | SC Magdeburg              | 20   |
| 05. | Waltraud Kretzschmar | SC Leipzig                | 17   |
| 05. | Sabine Röther        | SC Empor Rostock          | 17   |